# Polytrichastrum
Polytrichastrum és un gènere de molses de la família Polytrichaceae, separat el 1971 del gènere Polytrichum sobre la base de les diferències morfològiques del peristoma. Això no obstant, aquesta separació no està àmpliament acceptada entre briòlegs i la investigació filogènica molecular apunta a que és qüestionable.

## Característiques
Les plantes madures formen una gespa solta i extensa. Les tiges emanen verticalment del sòl o són paral·leles a la base i s'orienten ascendentment a mesura que creixen. Són simples o poc ramificades i provenen de rizomes subterranis curts. La base de les fulles està directament connectada a la tija, és més ampla i no conté clorofil·la. A mesura que avança, la fulla esdevé més estreta, lanceolada i afilada. La vena principal de la fulla és complexa. Destaca per la seva amplada perquè pren la majoria de la superfície, i deixa només unes bandes laterals estretes de fulla. La part superior d'aquesta vena està coberta de nombroses lamel·les d'entre 5 i 9 cèl·lules de llargada.
Els gametòfits del gènere Polytrichastrum tenen exactament les mateixes característiques que els del gènere Polytrichum, ja que ambdós grups es van separar en base a les característiques dels esporòfits.
Les càpsules presenten un peristoma de 64 dents i són, a diferència de les espècies de Polytrichum, més aviat esmussades, amb entre quatre i sis costats. L'apòfisi (coll de la càpsula) no està clarament separada de la resta de la càpsula per una constricció profunda. Les espores tenen una mida de més de 10 micròmetres.

## Distribució
El gènere Polytrichastrum es distribueix principalment en àrees de climes temperats frescos a àrtics i antàrtics, principalment a l'hemisferi nord.

## Classificació
El gènere Polytrichastrum era anteriorment part del gènere Polytrichum i va ser separat pel botànic G. L. Smith el 1971 en base a diferències morfològiques del peristoma. Segons els botànics M. Stech i W. Frey, hi ha 13 espècies pertanyen a Polytrichastrum a tot el món, de les quals les següents cinc són presents a diversos països d'Europa, com Alemanya, Àustria i Suïssa.
- Polytrichastrum alpinum (Present a Europa)
- Polytrichastrum altaicum
- Polytrichastrum appalachianum
- Polytrichastrum emodi
- Polytrichastrum formosum (Present a Europa, considerat també Polytrichum formosum)
- Polytrichastrum fragile
- Polytrichastrum longisetum (Present a Europa, considerat també Polytrichum longisetum)
- Polytrichastrum norwegicum
- Polytrichastrum ohioense
- Polytrichastrum pallidisetum (Present a Europa, considerat també Polytrichum pallidisetum)
- Polytrichastrum papillatum
- Polytrichastrum septentrionale
- Polytrichastrum sexangulare (Present a Europa, considerat també Polytrichum sexangulare)
- Polytrichastrum sphaerothecium
- Polytrichastrum tenellum
- Polytrichastrum torquatum
- Polytrichastrum xanthopilum

La separació d'aquestes espècies en un gènere independent no és àmpliament acceptada ni està àmpliament instaurada en les guies botàniques. A més a més, els botànics N.E. Bell i J. Hyvönen van realitzar extensa recerca filogènica molecular en desenes d'espècies de la família de les politricàcies entre 2004 i 2015, i van aportar proves que apunten que la divisió de G. L. Smith dona lloc a un grup polifilètic. Amb tot, seguint una disciplina de nomenclatura conservadora (en la que s'evita crear nous grups en tant que sigui possible), recomanen que diverses espècies retornin al gènere Polytrichum (en concret, aquelles classificades com Polytrichastrum sect. Aporotheca) per fer d'aquest un gènere completament monofilètic.
Per altra banda, hi ha suport genètica per a que la secció Polytrichastrum sect. Polytrichastrum esdevingui el gènere 'curat' Polytrichastrum, tot i que hi ha espècies quines posicions dins l'arbre filogènic d'aquesta secció no són clares (Polytrichastrum sexangulare, per exemple). Actualment, la situació segueix sense estar resolta, però la recerca més recent i profunda segueix aportant els mateixos resultats filogènics i, per tant, sembla consistent.
Quant a la nomenclatura actual, en algunes publicacions se segueix utilitzant la separació de G.L. Smith, que afecta a espècies comunes com Polytrichastrum formosum o P. longisetum (segons Bell i Hyvönen, Polytrichum formosum i P. longisetum). En aquest punt, és important tenir present que podrien considerar-se sinònims botànics, pendent d'una revisió final de la família Polytrichaceae.